# Euselasia euphaes
Euselasia euphaes är en fjärilsart som beskrevs av William Chapman Hewitson 1854. Euselasia euphaes ingår i släktet Euselasia och familjen Riodinidae. Inga underarter finns listade i Catalogue of Life.

## Bildgalleri

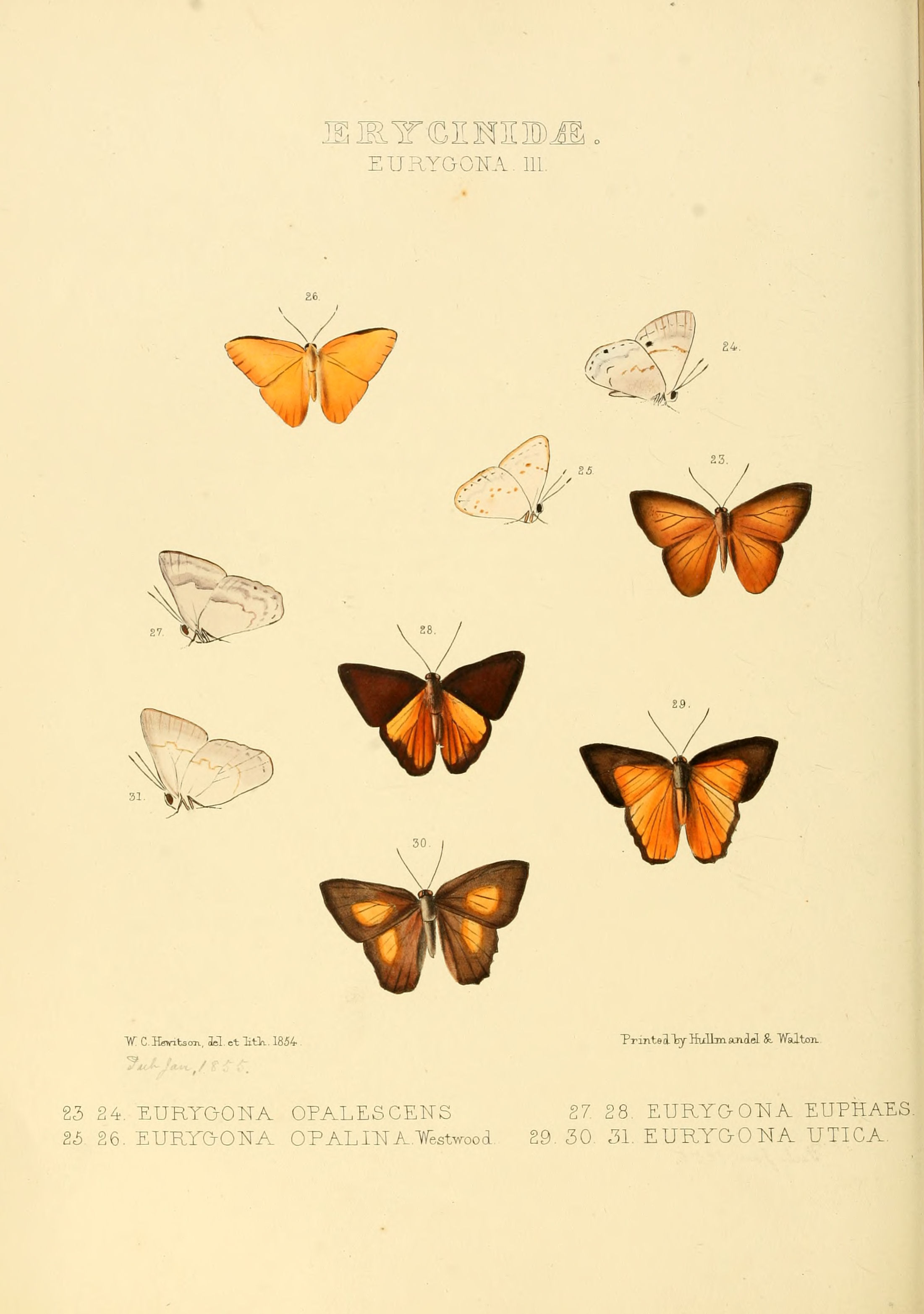